# Cylindryllioides kaikoura
Cylindryllioides kaikoura är en kräftdjursart som beskrevs av Barnard 1972. Cylindryllioides kaikoura ingår i släktet Cylindryllioides och familjen Eophliantidae. Inga underarter finns listade i Catalogue of Life.